# Синкозит
Синкозит — мінерал з класу фосфатів, відкритий у 1922 році. Названий на честь Сінкоса (провінція Даніель Альсідес Карріон), Перу, де його вперше виявили.
Синкозит кристалізується в тетрагональній кристалічній системі і утворює прозорі або напівпрозорі таблитчасті кристали, квадратної або прямокутної форми. Поверхня кристалів від світло-оливково-зеленого до блакитнувато-коричнево-зеленого кольору у свіжому вигляді має скляний блиск, який змінюється на слабкий металевий при частковій втраті води. Колір риси мінералу також зелений.
Маючи твердість за шкалою Мооса від 1 до 2, синкозит належить до м'яких мінералів, які можна подряпати нігтем, подібно до еталонних мінералів тальку (твердість 1) та гіпсу (твердість 2).